# NGC 4179
NGC 4179 је лентикуларна галаксија у сазвежђу Девица која се налази на NGC листи објеката дубоког неба.
Деклинација објекта је + 1° 17' 59" а ректасцензија 12h 12m 52,1s. Привидна величина (магнитуда) објекта NGC 4179 износи 10,9 а фотографска магнитуда 11,9. Налази се на удаљености од 24,5000 милиона парсека од Сунца. NGC 4179 је још познат и под ознакама UGC 7214, MCG 0-31-38, CGCG 13-104, Todd 15, PGC 38950.